# Tadeusz Dziedzicki
Tadeusz Henryk Dziedzicki herbu Dołęga, ps. AK „Krzywda” (ur. 25 lipca 1892 w Klimontowie, zm. 15 sierpnia 1945) – współwłaściciel majątku Klimontów, inżynier rolnik. Syn Adama (1852–1933) i Janiny z Thuguttów.

## Życiorys
Pierwsze nauki pobierał w gimnazjum w Kielcach, egzamin maturalny zdał w Krakowie. Następnie studiował (1911–1914, dyplom w 1916) w Studium Rolniczym UJ. Praktyki rolnicze i ekonomiczne odbył w Czechach i Austrii. W latach 1918–1920 walczył jako ochotnik w 2 pułku szwoleżerów Po wojnie administrował majątek Ostrów, a także pomagał ojcu w Klimontowie. Po śmierci ojca sam przejął prowadzenie rodzinnego majątku. Szukając nowych sposobów gospodarowania, Dziedzicki wybrał specjalizację hodowlano-mleczną i nasienną. Był członkiem Związku Ziemian, Miechowskiego Koła Porad Sąsiedzkich, Krakowskiego Towarzystwo Rolniczego (m.in. sekcji nasienniczej), Pińczowsko-Miechowskiego Związku Buraka Cukrowego, Związku Hodowców Bydła i Związku Hodowli Koni Woj. Kieleckiego.
W 1939 jako oficer rezerwy 8 pułk ułanów Księcia Józefa Poniatowskiego brał udział w kampanii wrześniowej w ramach Armii „Kraków”. Wzięty do niewoli pod Rawą Ruską, dzięki staraniom żony uniknął oflagu i wrócił do Klimontowa. Od początku okupacji był związany z ruchem oporu (ZWZ i AK). Gdy pod koniec lipca 1944 roku na terenie Okręgu Krakowskiego AK została sformowana Krakowska Brygada Kawalerii Zmotoryzowanej AK pełnił w niej funkcję szefa intendentury. Tadeusz Dziedzicki pełnił też funkcję oficera gospodarczego w placówce „Kura” (Klimontów), a dwór w Klimontowie pełnił funkcje konspiracyjnej „meliny”. Jadwiga Dziedzicka była dowódcą sekcji sanitarnej placówki. Ukrywali się tu między innymi rtm. Jerzy Jasielski ps. Jawa, mjr Janusz Skorwad ps. Dąb. Podporucznik był też podkwatermistrzem Inspektoratu „Maria”.
W październiku 1944 został aresztowany przez gestapo i przewieziony do więzienia w Miechowie. Skąd był wykupiony przy pomocy sąsiadów. Przez pewien czas ukrywał się. W styczniu 1945 zaraz po wkroczeniu wojsk sowieckich, NKWD aresztowało Dziedzickiego wraz z grupą żołnierzy i oficerów AK i uwięziło w Krakowie w więzieniu na Montelupich. Następnie został wywieziony do obozu w Krasnowodzku w Turkmenii, gdzie zmarł i tam został pochowany.
W 1957 pośmiertnie odznaczony Srebrnym Krzyżem Zasługi z Mieczami.
W 1926 roku ożenił się z Marią Jadwigą córką inżyniera architekta i profesora Politechniki Warszawskiej Karola Bolesta-Jankowskich herbu Jastrzębiec i Janiny Narewskiej herbu Wieniawa. Mieli troje dzieci: Teresę Bujak, Barbarę Sulimirską i Tadeusza Dziedzickiego.